# Jennifer Hudson

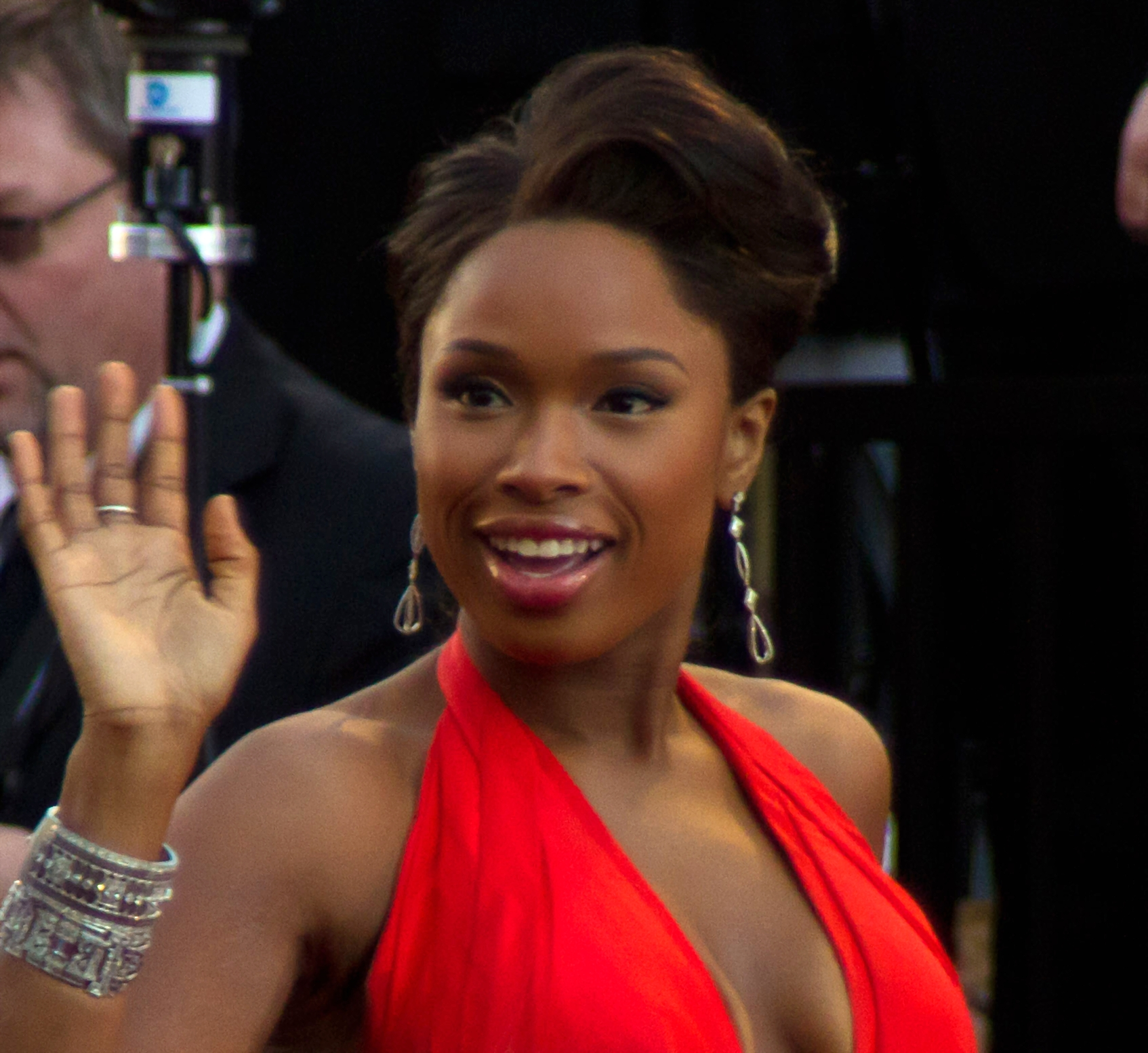
Jennifer Hudson (2011)

Jennifer Kate Hudson (* 12. September 1981 in Chicago) ist eine US-amerikanische Sängerin und Schauspielerin, die unter anderem mit den Filmpreisen Oscar und Golden Globe sowie dem Musikpreis Grammy und dem Theaterpreis Tony Award ausgezeichnet wurde. Sie ist eine der wenigen Künstler, und die jüngste Frau, die alle vier großen Preise der Unterhaltungsbranche (EGOT) erhalten haben.

## Leben und Leistungen
Hudson schloss im Jahr 1999 die Dunbar Vocational Career Academy ab. Sie startete im Jahr 2004 im Wettbewerb American Idol in Atlanta, in dem sie den siebten Platz erreichte. Sie sang im Duett mit Meat Loaf den Song The Future Ain’t What It Used to Be, der auf dem Album Bat out of Hell III: The Monster Is Loose zu hören ist. Im November 2006 unterschrieb sie einen Plattenvertrag mit dem Musiklabel Arista Records.
Im Filmdrama Dreamgirls (2006) übernahm sie die Rolle von Effie Melody White, die sie an der Seite von Jamie Foxx und Beyoncé Knowles spielte. Außerdem sang sie zahlreiche Songs des Soundtracks wie Love You I Do und I Am Telling You (I’m Not Going). Beim Casting setzte sie sich gegen zahlreiche Mitbewerber durch, darunter Fantasia Barrino, die den Wettbewerb American Idol 2004 gewonnen hatte. Für ihre Rolle in Dreamgirls gewann Hudson im Jahr 2006 den National Board of Review Award, den New York Film Critics Circle Award, den Satellite Award sowie 2007 den Oscar und den Golden Globe Award als beste Nebendarstellerin. Ferner erhielt sie 2006 den ShoWest Award in der Kategorie Female Star of Tomorrow, den Hollywood Life Award und den Preis der Washington, DC Film Critics Association in zwei Kategorien. Beim Oscar 2007 trat sie zusammen mit Anika Noni Rose und Beyoncé Knowles mit einem Medley auf.
In der Filmkomödie Sex and the City (2008) spielte Hudson die Rolle der Assistentin von Carrie Bradshaw (Sarah Jessica Parker). Im Krimidrama Winged Creatures, dessen Veröffentlichung im Jahr 2008 folgte, übernahm sie eine Rolle an der Seite von Kate Beckinsale, Dakota Fanning und Forest Whitaker. Im Herbst 2008 erschien Hudsons erstes Solo-Album. Die erste Single, Spotlight, wurde zusammen mit Ne-Yo und Stargate aufgenommen und im Juni 2008 veröffentlicht. Unter anderen nahmen an den Aufnahmen Akon, R. Kelly, John Legend, T-Pain und Timbaland teil.
Am 1. Februar 2009 sang Jennifer Hudson beim Super Bowl XLIII die Nationalhymne. Dies war ihr erster öffentlicher Auftritt nach dem Verbrechen an ihrer Familie. Bei der 51. Grammy-Verleihung am 8. Februar 2009 in Los Angeles erhielt sie den Grammy für das beste R&B-Album.
Im Juni 2009 wurde bekannt, dass Hudson und ihr Freund, der Profi-Wrestler David Otunga, ein Kind erwarteten. Auf Bitten der Jackson-Familie sang Jennifer Hudson am 7. Juli 2009, im achten Schwangerschaftsmonat, im Rahmen der Trauerfeier für Michael Jackson im Staples Center in Los Angeles eine Interpretation des Liedes Will You Be There, das mit gesprochenen Zitaten des Verstorbenen ausklang. Im August 2009 kam ihr Sohn auf die Welt.
Bei der 54. Grammy-Verleihung am 12. Februar 2012 trat die Sängerin zu Ehren Whitney Houstons auf, die am vorherigen Tag in Los Angeles gestorben war. Am 3. Februar 2013 sang sie mit Schülern der Sandy Hook Elementary School im Rahmen des Super Bowl XLVII das Lied America the Beautiful.
Am 13. November 2013 bekam sie auf dem Hollywood Walk of Fame den Stern mit der Nummer 2512. Bei der 87. Oscarverleihung sang sie im Anschluss an die Ehrung der im vergangenen Jahr verstorbenen Schauspieler das Lied I can't let go, welches aus einem ihrer Auftritte in der TV-Serie Smash stammt. Zur Beerdigungsfeier von Aretha Franklin am 31. August 2018 widmete sie ihr eine gefühlvolle Hommage. 2021 verkörperte sie Franklin in dem Film Respect.
Als Produzentin von Baba Yaga wurde Hudson 2021 mit dem Emmy Award ausgezeichnet und 2022 für die Produktion von A Strange Loop mit dem Tony Award. Sie war damit die 17. Künstlerin, die den EGOT vervollständigte.

## Verbrechen an ihrer Familie
Am 24. Oktober 2008 wurden Hudsons Mutter, Bruder und Neffe ermordet. Der Prozess gegen den des Mordes angeklagten ehemaligen Ehemann von Hudsons Schwester begann im April 2012. Im Mai 2012 wurde er schuldig gesprochen. Der Täter wurde zu drei Mal lebenslänglich verurteilt wegen Mordes zuzüglich 120 Jahren Haft wegen Entführung, Einbruchs und Besitzes eines gestohlenen Fahrzeugs.

## Diskografie

### Alben
| Jahr | Titel            | Höchstplatzierung, Gesamtwochen, AuszeichnungChartplatzierungen (Jahr, Titel, Platzierungen, Wochen, Auszeichnungen, Anmerkungen) | Höchstplatzierung, Gesamtwochen, AuszeichnungChartplatzierungen (Jahr, Titel, Platzierungen, Wochen, Auszeichnungen, Anmerkungen) | Höchstplatzierung, Gesamtwochen, AuszeichnungChartplatzierungen (Jahr, Titel, Platzierungen, Wochen, Auszeichnungen, Anmerkungen) | Höchstplatzierung, Gesamtwochen, AuszeichnungChartplatzierungen (Jahr, Titel, Platzierungen, Wochen, Auszeichnungen, Anmerkungen) | Anmerkungen                                      |
| Jahr | Titel            | DE | CH | UK | US | Anmerkungen                                      |
| ---- | ---------------- | --- | --- | --- | --- | ------------------------------------------------ |
| 2008 | Jennifer Hudson  | — | — | UK21 Gold · (17 Wo.)UK | US2 Gold · (37 Wo.)US | Erstveröffentlichung: 27. September 2008         |
| 2011 | I Remember Me    | DE84 (1 Wo.)DE | CH57 (3 Wo.)CH | UK20 (3 Wo.)UK | US2 Gold · (6 Wo.)US | Erstveröffentlichung: 22. März 2011              |
| 2014 | JHUD             | — | CH100 (1 Wo.)CH | — | US10 (6 Wo.)US | Erstveröffentlichung: 23. September 2014         |
| 2021 | Respect          | — | CH93 (1 Wo.)CH | — | US151 (1 Wo.)US | Erstveröffentlichung: 13. August 2021 Soundtrack |
| 2024 | The Gift of Love | — | — | — | US160 (1 Wo.)US | Erstveröffentlichung: 15. November 2024          |

### Singles
| Jahr | Titel Album                                                  | Höchstplatzierung, Gesamtwochen, AuszeichnungChartplatzierungen (Jahr, Titel, Album, Platzierungen, Wochen, Auszeichnungen, Anmerkungen) | Höchstplatzierung, Gesamtwochen, AuszeichnungChartplatzierungen (Jahr, Titel, Album, Platzierungen, Wochen, Auszeichnungen, Anmerkungen) | Höchstplatzierung, Gesamtwochen, AuszeichnungChartplatzierungen (Jahr, Titel, Album, Platzierungen, Wochen, Auszeichnungen, Anmerkungen) | Höchstplatzierung, Gesamtwochen, AuszeichnungChartplatzierungen (Jahr, Titel, Album, Platzierungen, Wochen, Auszeichnungen, Anmerkungen) | Höchstplatzierung, Gesamtwochen, AuszeichnungChartplatzierungen (Jahr, Titel, Album, Platzierungen, Wochen, Auszeichnungen, Anmerkungen) | Anmerkungen                                                                               |
| Jahr | Titel Album                                                  | DE | AT | CH | UK | US | Anmerkungen                                                                               |
| --- | ------------------------------------------------------------ | --- | --- | --- | --- | --- | ----------------------------------------------------------------------------------------- |
| 2006 | And I Am Telling You I’m Not Going Dreamgirls (Soundtrack)   | — | — | — | UK32 Silber · (5 Wo.)UK | US60 (13 Wo.)US | Erstveröffentlichung: 5. Dezember 2006                                                    |
| 2008 | Spotlight Jennifer Hudson                                    | DE58 (9 Wo.)DE | AT73 (1 Wo.)AT | — | UK11 Platin · (27 Wo.)UK | US24 (21 Wo.)US | Erstveröffentlichung: 10. Juni 2008                                                       |
| 2009 | If This Isn’t Love Jennifer Hudson                           | DE76 (2 Wo.)DE | — | — | UK37 (11 Wo.)UK | US63 (13 Wo.)US | Erstveröffentlichung: 24. Februar 2009                                                    |
| 2010 | We Are the World –                                           | — | — | — | UK50 (1 Wo.)UK | US2 (5 Wo.)US | Erstveröffentlichung: 22. Februar 2010 als Artists for Haiti                              |
| 2011 | Where You At I Remember Me                                   | — | — | — | — | US64 (6 Wo.)US | Erstveröffentlichung: 8. Februar 2011                                                     |
| 2011 | I Remember Me                                                | — | — | — | UK89 (1 Wo.)UK | — | Erstveröffentlichung: 3. April 2011                                                       |
| 2011 | Night of Your Life Nothing but the Beat                      | DE12 (12 Wo.)DE | AT7 (9 Wo.)AT | CH24 (18 Wo.)CH | UK35 (3 Wo.)UK | US81 (1 Wo.)US | Erstveröffentlichung: 22. August 2011 David Guetta feat. Jennifer Hudson Promo-Single     |
| 2014 | Go All Night Sirens                                          | — | — | — | UK14 Silber · (7 Wo.)UK | — | Erstveröffentlichung: 14. Dezember 2014 Gorgon City feat. Jennifer Hudson                 |
| 2015 | Trouble Reclassified                                         | — | — | — | UK7 Platin · (21 Wo.)UK | US67 Gold · (5 Wo.)US | Erstveröffentlichung: 24. Februar 2015 Iggy Azalea feat. Jennifer Hudson                  |
| 2020 | Oh Santa! Mariah Carey’s Magical Christmas Special           | DE53 (4 Wo.)DE | — | CH74 (3 Wo.)CH | UK50 (7 Wo.)UK | US76 (1 Wo.)US | Erstveröffentlichung: 4. Dezember 2020 Mariah Carey feat. Ariana Grande & Jennifer Hudson |
| Folgende Lieder erschienen nicht als Single, wurden aber durch das Album zum Download und Streaming bereitgestellt und konnten somit eine Platzierung erlangen: |                                                              | | | | | |                                                                                           |
| |                                                              | | | | | |                                                                                           |
| 2008 | All Dressed in Love Sex and the City – Der Film (Soundtrack) | — | — | — | UK72 (1 Wo.)UK | — |                                                                                           |
| 2010 | Let It Be Hope for Haiti Now                                 | — | — | — | UK97 (1 Wo.)UK | US98 (1 Wo.)US | feat. The Roots; Original: Beatles                                                        |
| 2011 | Love You I Do Dreamgirls (Soundtrack)                        | — | — | — | UK80 (1 Wo.)UK | — |                                                                                           |
| 2012 | Think Like a Man Denk wie ein Mann (Soundtrack)              | — | — | — | — | US90 (2 Wo.)US | feat. Ne-Yo & Rick Ross                                                                   |

Weitere Singles
- 2007: Overjoyed (Jamie Williams feat. Jennifer Hudson)
- 2009: Giving Myself
- 2011: No One Gonna Love You
- 2011: I Got This
- 2013: I Can’t Describe (The Way I Feel) (feat. T.I.)
- 2014: Walk It Out (feat. Timbaland)
- 2014: It’s Your World (feat. R. Kelly)
- 2014: Dangerous
- 2015: I Run
- 2015: I Still Love You
- 2017: Remember Me
- 2017: Burden Down
- 2017: How Great Thou Art (Pentatonix feat. Jennifer Hudson)
- 2018: I’ll Fight
- 2019: Memory

## Auszeichnungen für Musikverkäufe
| Goldene Schallplatte - Neuseeland - 2016: für die Single Trouble Platin-Schallplatte - Australien - 2015: für die Single Trouble - Neuseeland - 2022: für die Single Spotlight |

Anmerkung: Auszeichnungen in Ländern aus den Charttabellen bzw. Chartboxen sind in ebendiesen zu finden.
| Land/RegionAuszeichnungen für Musikverkäufe (Land/Region, Auszeichnungen, Verkäufe, Quellen) | Silber     | Gold     | Platin     | Verkäufe  | Quellen          |
| -------------------------------------------------------------------------------------------- | ---------- | -------- | ---------- | --------- | ---------------- |
| Australien (ARIA)                                                                            | —          | —        | Platin1    | 70.000    | aria.com.au      |
| Neuseeland (RMNZ)                                                                            | —          | Gold1    | Platin1    | 37.500    | radioscope.co.nz |
| Vereinigte Staaten (RIAA)                                                                    | —          | 3× Gold3 | —          | 1.500.000 | riaa.com         |
| Vereinigtes Königreich (BPI)                                                                 | 2× Silber2 | Gold1    | 2× Platin2 | 1.700.000 | bpi.co.uk        |
| Insgesamt                                                                                    | 2× Silber2 | 5× Gold5 | 4× Platin4 |           |                  |

## Filmografie
- 2006: Dreamgirls
- 2008: Sex and the City – Der Film (Sex and the City: The Movie)
- 2008: Die Bienenhüterin (The Secret Life of Bees)
- 2008: Winged Creatures
- 2011: Winnie
- 2012: Die Stooges – Drei Vollpfosten drehen ab (The Three Stooges)
- 2013: Smash (Fernsehserie, 3 Episoden)
- 2013: Nennt mich verrückt! (Call Me Crazy: A Five Film, Fernsehfilm)
- 2013: Black Nativity
- 2013: Mister & Pete gegen den Rest der Welt (The Inevitable Defeat of Mister & Pete)
- 2015: Chi-Raq
- 2015: Empire (Fernsehserie, 3 Episoden)
- 2017: Sandy Wexler
- 2018: Monster! Monster? (Monster)
- 2019: Cats
- 2021: Respect
- 2024: Breathe

## Auszeichnungen
- 2006: Austin Film Critics Association Award für Breakout Artist
- 2006: African-American Film Critics Association Award als Beste Nebendarstellerin
- 2006: BAFTA Award für die beste Darstellerin in einer Nebenrolle
- 2006: BET Award für die beste Darstellerin
- 2006: BET Award für Best New Artist
- 2006: Black Reel Award als Beste Nebendarstellerin
- 2006: Black Reel Award für Breakthrough Performance
- 2006: Broadcast Film Critics Award für die beste Nebendarstellerin
- 2006: Central Ohio Film Critics Award für die beste Nebendarstellerin
- 2006: Florida Film Critics Circle Award für Pauline Kael Breakout
- 2006: Golden Globe Award als Beste Nebendarstellerin - Motion Picture
- 2006: Hollywood Life Award für Breakthrough of the Year
- 2006: Las Vegas Film Critics Association Award als Beste Nebendarstellerin
- 2006: NAACP Image Award für Beste Nebendarstellerin in einem Kinofilm
- 2006: National Board of Review Award für Best Female Breakthrough Performance
- 2006: New York Film Critics Circle Award als Beste Nebendarstellerin
- 2006: New York Online Film Critics Award für die beste Nebendarstellerin
- 2006: New York Online Film Critics Award für Breakthrough Performer
- 2006: Oklahoma Film Critics Circle Award für Breakout Performance
- 2006: Palm Springs International Film Festival Award für Breakthrough Performance
- 2006: Satellite Award als Beste Nebendarstellerin - Motion Picture
- 2006: Screen Actors Guild Award für herausragende Leistungen von einer Schauspielerin in einer Nebenrolle
- 2006: ShoWest Female Star of Tomorrow Award
- 2006: Soul Train Award für Sammy Davis Jr. Award für Entertainer des Jahres
- 2006: Southeastern Film Critics Association Award als Beste Nebendarstellerin
- 2006: St. Louis Gateway Film Critics Award für die beste Nebendarstellerin
- 2006: Teen Choice Award für Choice Movie Actress: Drama
- 2007: Academy Award als Beste Nebendarstellerin
- 2009: Grammy Award für Best R & B Album
- 2009: NAACP Image Awards - Outstanding New Artist
- 2009: NAACP Image Awards - Outstanding Duo, Group or Collaboration – I’m His Only Woman featuring Fantasia
- 2009: NAACP Image Awards - Outstanding Album
- 2014: People’s Choice Award - Favorite Humanitarian
- 2021: Emmy Award für die Produktion von Baba Yaga[10]
- 2022: Tony Award für die Produktion von A strange Loop[17]